# 克鲁济耶
克鲁济耶（法語：Crouzilles，法語發音：[kʁuzij] ⓘ）是法国安德尔-卢瓦尔省的一个市镇，位于该省西南部，属于希农区。

## 地理
克鲁济耶（47°7'24"N, 0°27'34"E）面积14.54 平方千米，位于法国中央-卢瓦尔河谷大区安德尔-卢瓦尔省，该省份为法国中西部省份，北起萨尔特省、东北接卢瓦-谢尔省，东南接安德尔省，南至维埃纳省，西临曼恩-卢瓦尔省。
与克鲁济耶接壤的市镇（或旧市镇、城区）包括：阿翁莱罗什、芒斯河畔克里赛、利勒布沙尔、庞祖、维埃纳河畔帕尔赛、圣埃潘、特讷伊、特罗格。

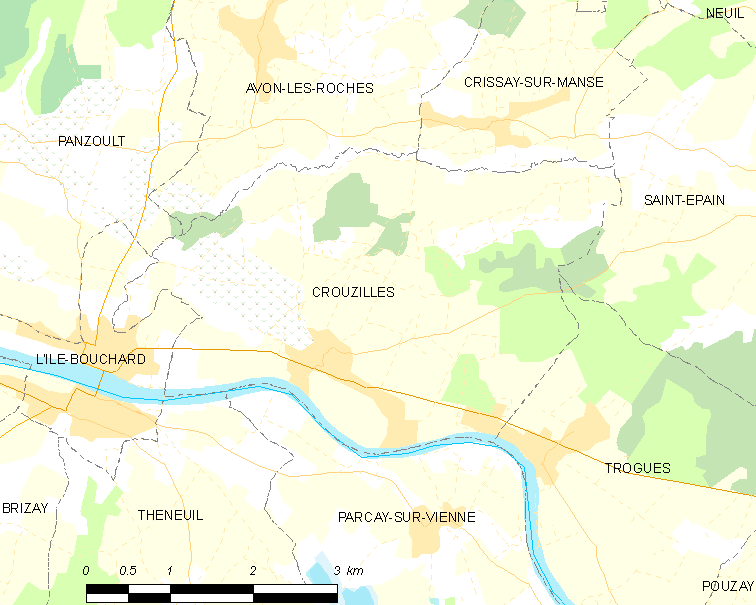
克鲁济耶的OSM定位图

克鲁济耶的时区为UTC+01:00、UTC+02:00（夏令时）。

## 行政
克鲁济耶的邮政编码为37220，INSEE市镇编码为37093。

## 政治
克鲁济耶所属的省级选区为图赖讷地区圣莫尔县。

## 人口

1962-2008年间克鲁济耶人口变化图示

克鲁济耶于2022年1月1日时的人口数量为530人。